# Піївська волость
Піївська волость — волость у Канівському повіті Київської губернії у другій половині 19-го століття з центром у селі Пії.
Станом на 1886 рік складалася з 8 поселень, 8 сільських громад. Населення — 7504 особи (3720 чоловічої статі та 3784 — жіночої), 967 дворових господарств.
Станом на 1893 рік волость була ліквідована. Її територія була розділена між трьома сусідніми волостями: села Пії, Горобіївка, Драчі та Кип'ячка увійшли до Македонської волості, села Очеретне та Янівка — до Великопріцівської волості, а села Грушів та Ведмедівка — до Трактомирської волості.
|                     | Площа, десятин | У тому числі орної, дес. |
| ------------------- | -------------- | ------------------------ |
| Сільських громад    | 4952           | 4156                     |
| Приватної власності | 5686           | 5159                     |
| Іншої власності     | 143            | 115                      |
| Загалом             | 10781          | 9430                     |

Основні поселення волості:
- Пії — колишнє власницьке село за 30 верст від повітового міста, 1499 осіб, 220 дворів, православна церква, католицька каплиця, школа, лікарня, 2 постоялих будинки, бурякоцукровий будинок.
- Горобіївка — колишнє власницьке село при джерелах, 740 осіб, 97 дворів, православна церква, школа, 2 постоялих будинки.
- Грушів — колишнє власницьке село, 931 особа, 156 дворів, православна церква, школа, постоялий будинок.
- Драчі (Миколаївка) — колишнє власницьке село при джерелах, 885 осіб, 104 двори, православна церква, постоялий будинок.
- Кип'ячка (Миколаївка) — колишнє власницьке село при струмкові, 926 осіб, 113 дворів, католицька каплиця, 2 постоялих будинки, 2 лавки, винокурний і бурякоцукровий заводи.
- Ведмедівка — колишнє власницьке село, 795 осіб, 115 дворів, православна церква, школа, постоялий будинок, лавка.
- Очеретяне — колишнє власницьке село при струмкові, 616 осіб, 63 двори, школа, постоялий будинок.
- Янівка — колишнє власницьке село, 751 особа, 94 двори, школа, постоялий будинок, лавка.